# Île Aganton
Pour les articles homonymes, voir Canton (homonymie).
L'île Aganton (dite localement Canton) se situe à l'ouest et à 500 m environ de l'Île-Grande, dans la commune de Pleumeur-Bodou, dans le département des Côtes-d'Armor, en Bretagne. On y accède à pied par marée basse à partir du GR 34 qui fait le tour de l'Île-Grande, en franchissant un passage caillouteux à proximité des ruines d'une maison près du camping. Cette petite île avec un bois de pins permet d'avoir de nouveaux points de vue sur l'île Milliau et l'île Molène vers le sud, sur le Corbeau au nord-est  et par temps clair sur le phare des Triagoz.
Les lapins et leurs prédateurs trouvent des refuges de choix dans cette terre couverte d'herbe dense dans laquelle on découvre deux croix en pierre se dressant en bordure d'un sentier.

## Lieux et monuments

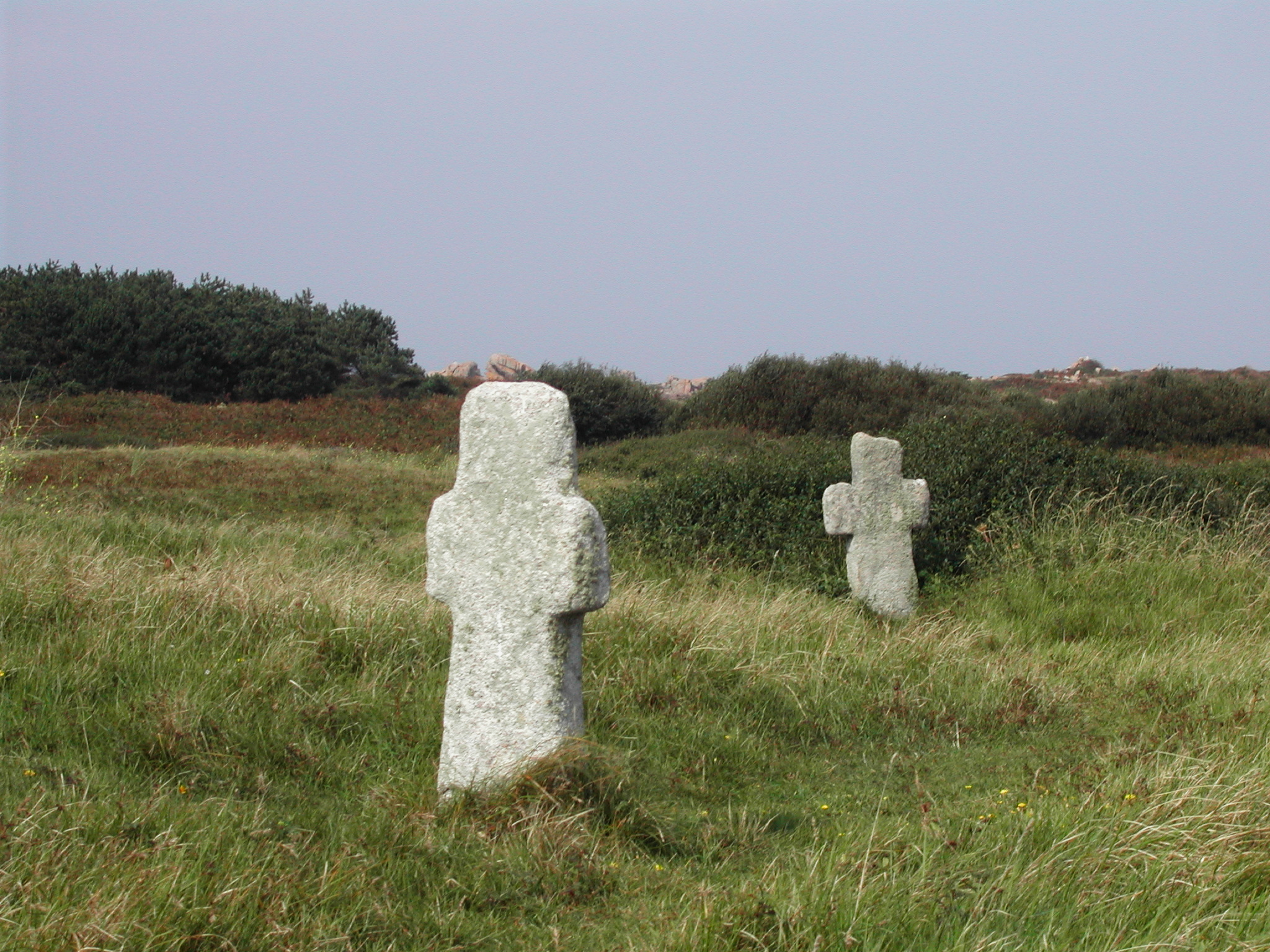
Les deux croix en pierre de l'île Aganton
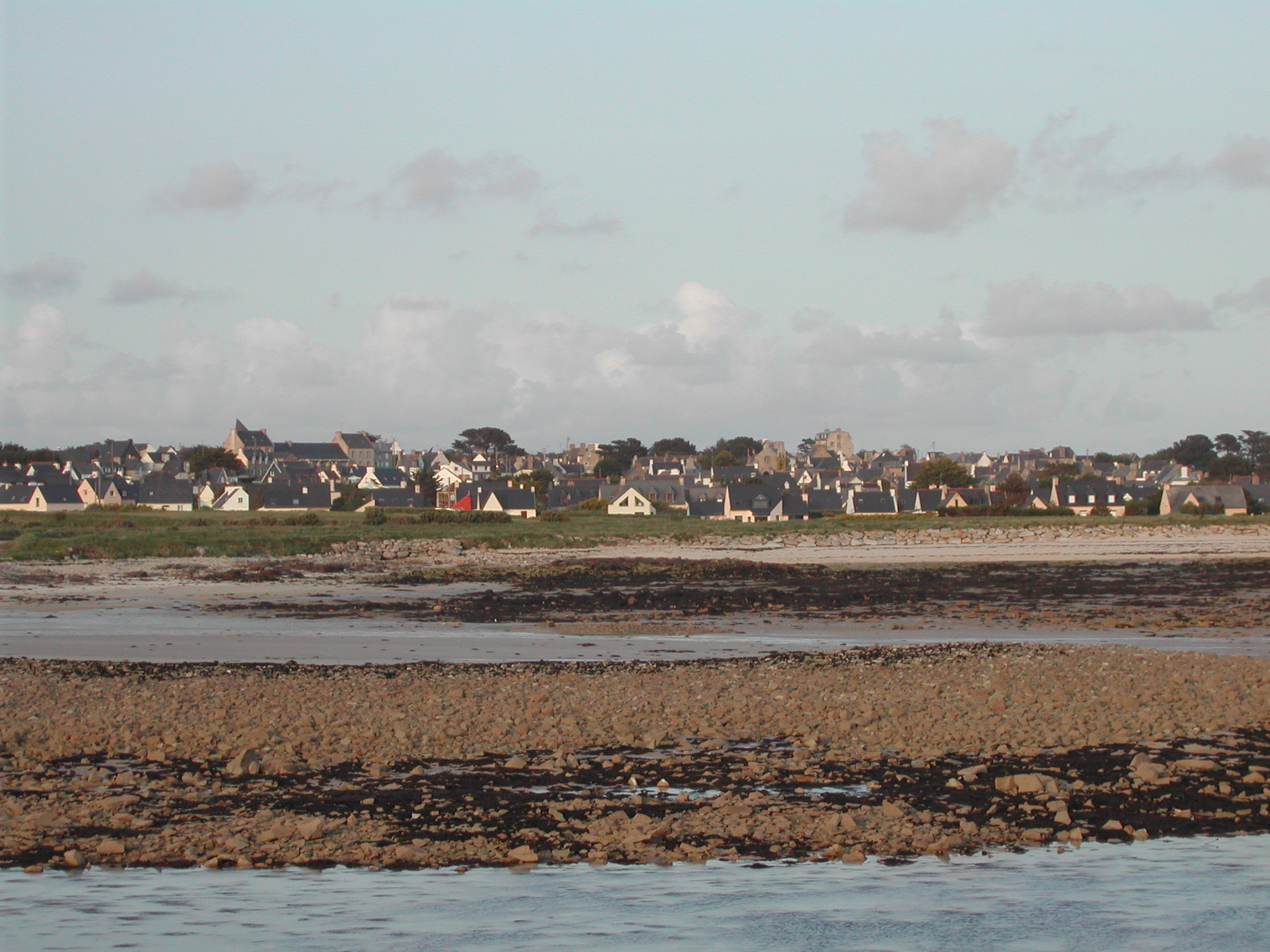
Vue sur Dourlin (Île-Grande) de l'île Aganton
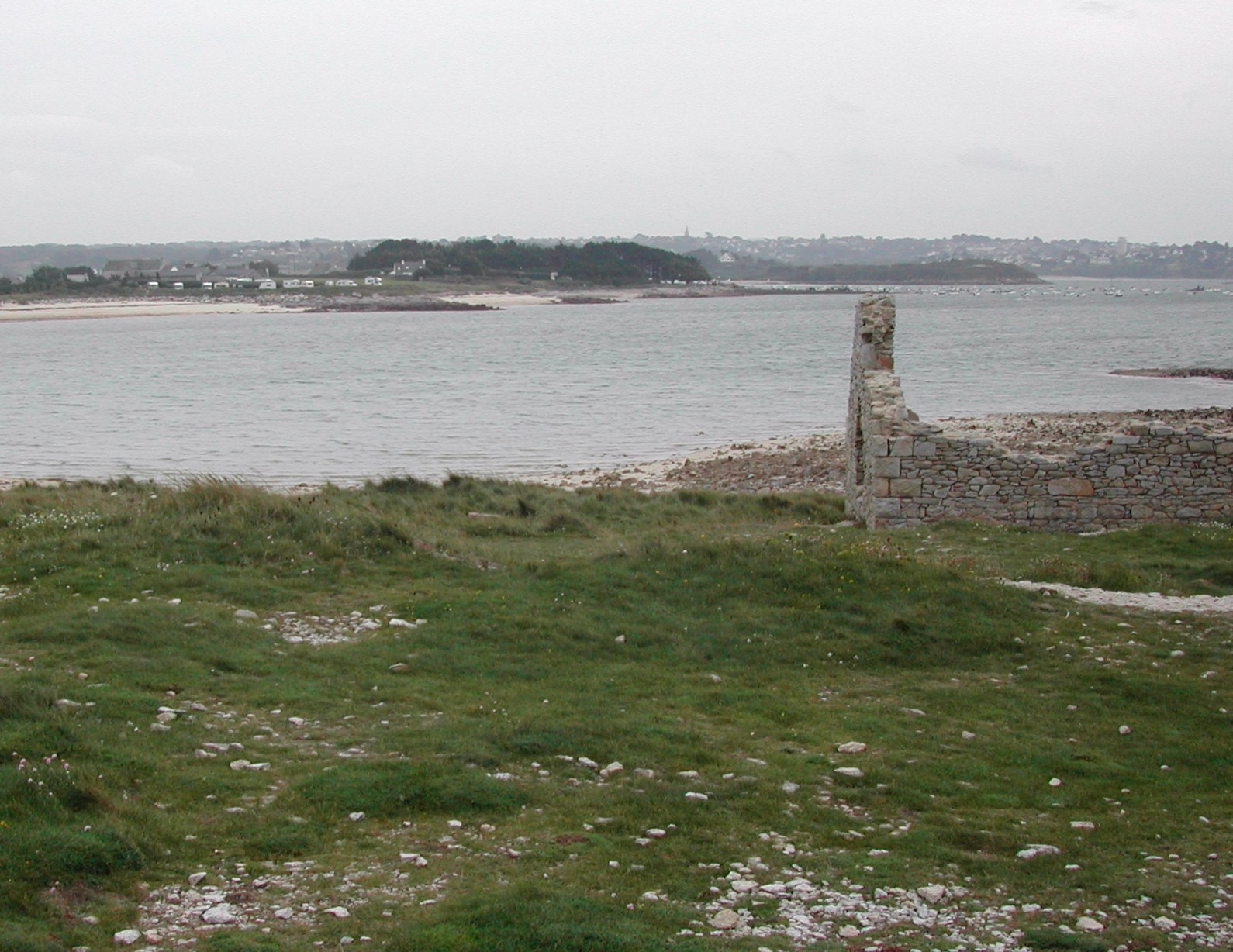
Vue sur l'Île-Grande de l'île Aganton
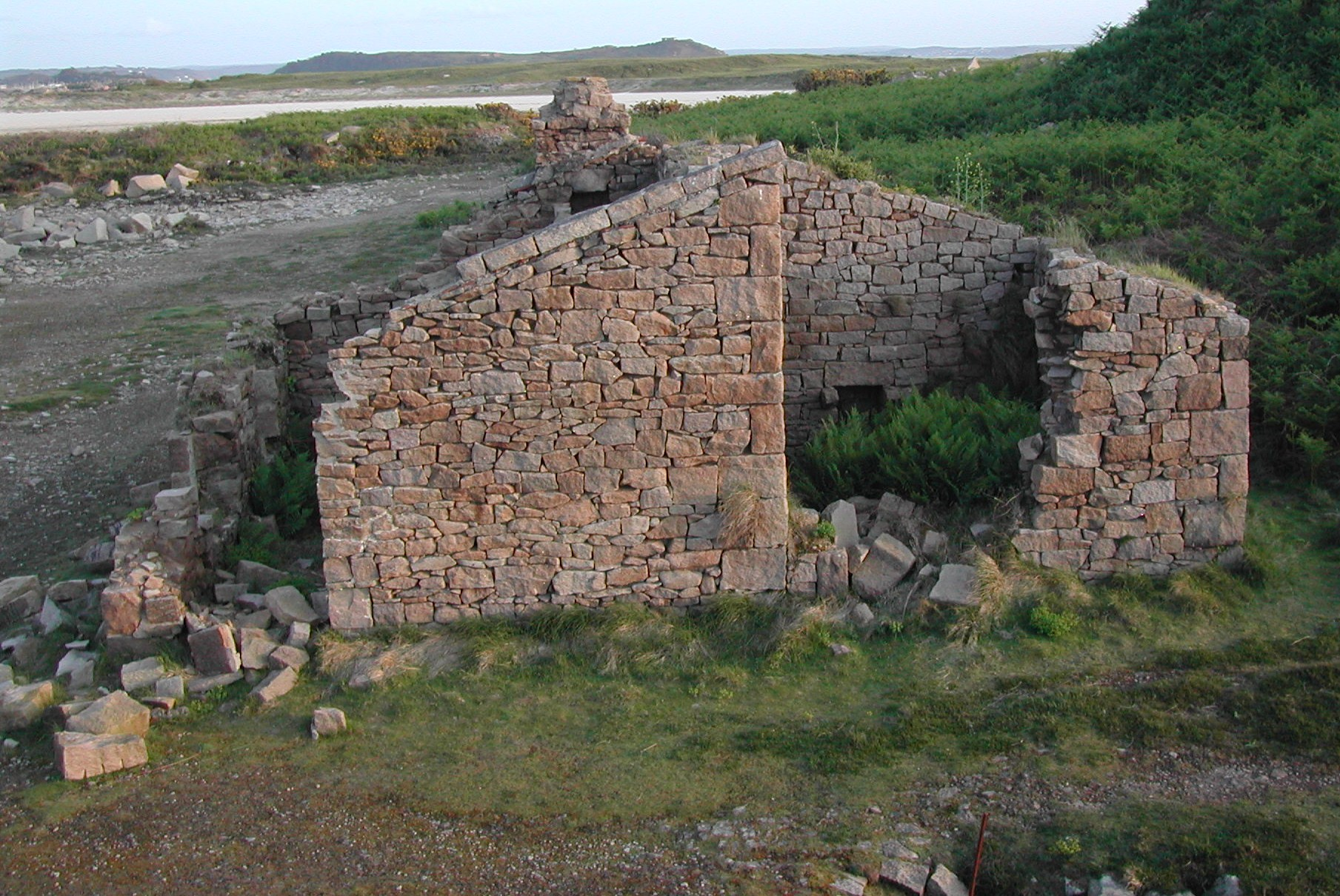
Les carrières sur l'île Aganton
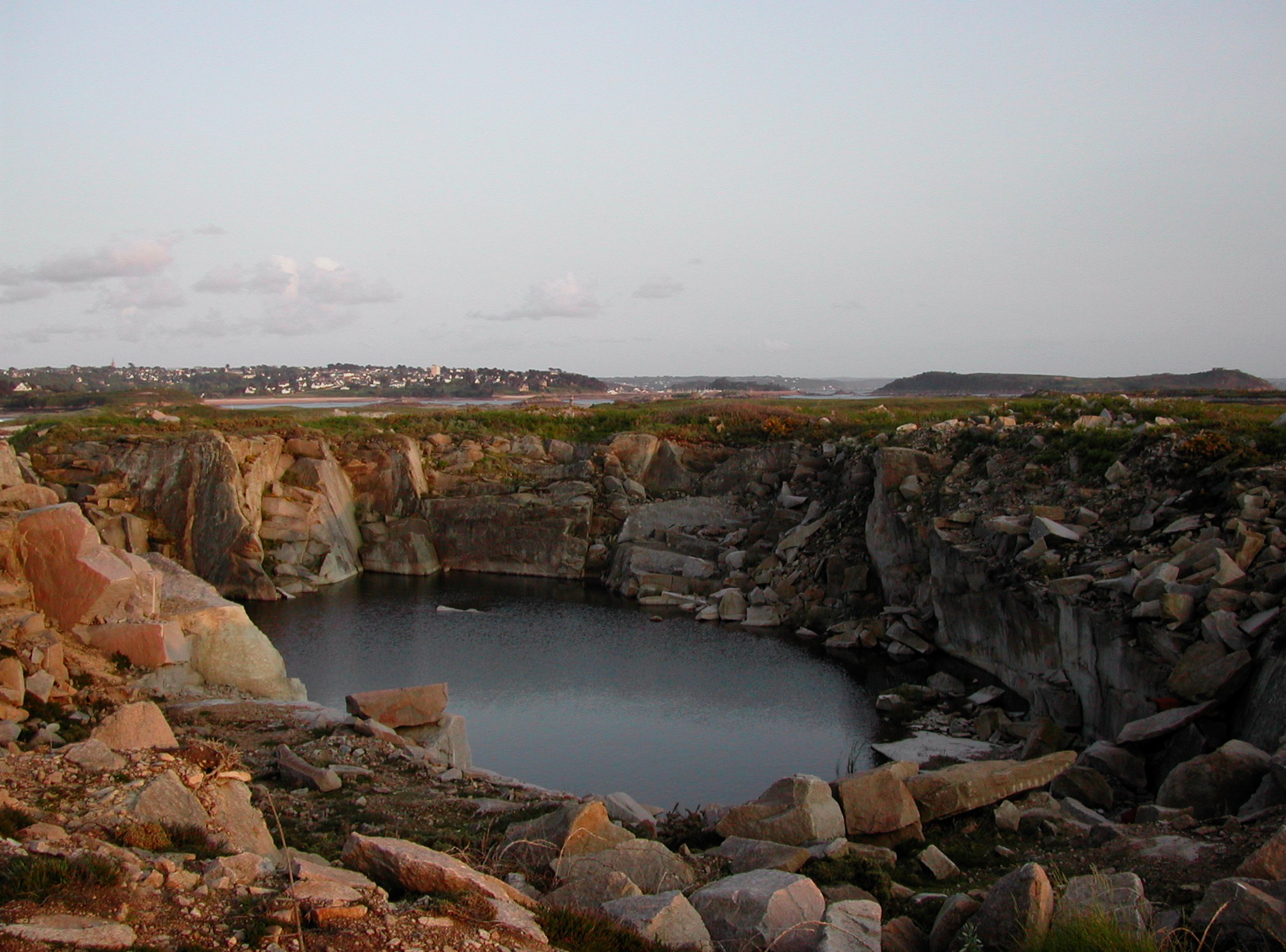
Lac creusé par les carrières sur l'île Aganton
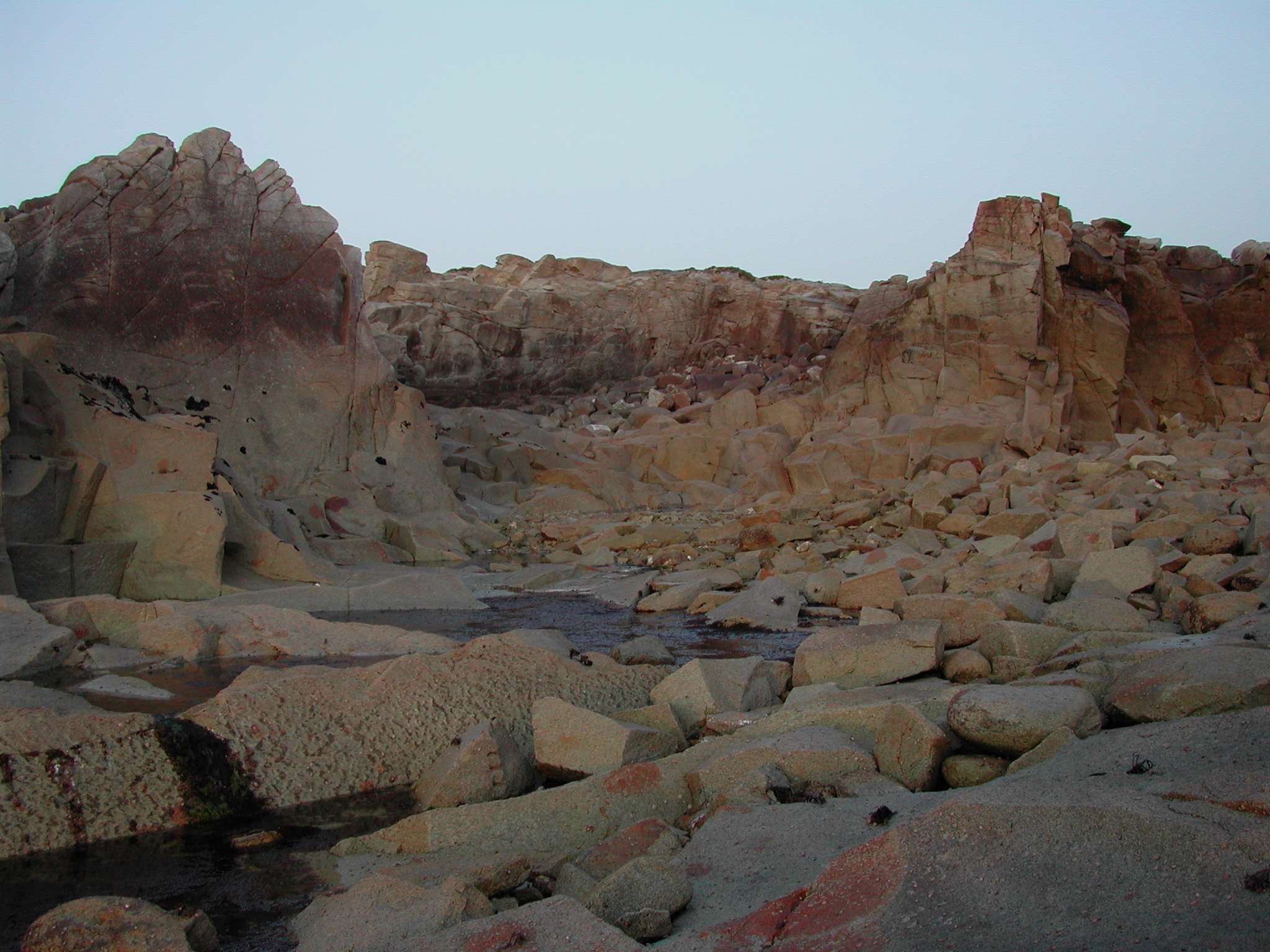
Éboulis des carrières sur l'île Aganton